# RTL Zwee
RTL Zwee es el segundo canal de televisión de Luxemburgo, perteneciente a RTL Group. Está destinado a un público juvenil.

## Historia
El canal inició emisiones como Den 2. RTL el 15 de marzo de 2004, trece años después de RTL Télé Lëtzebuerg.  
El canal está dirigido a un público más joven que el canal principal, con transmisiones en directo de eventos deportivos internacionales cuyos derechos han sido adquiridos por RTL en Luxemburgo, destacando la Liga de Campeones de la UEFA y la Eurocopa.
El 23 de marzo de 2020 el canal adquirió su nombre actual y se decidió incluir en su programación, hasta nuevo aviso, la mayoría de los programas de entretenimiento y series producidos por RTL Télé Lëtzebuerg, así como películas luxemburguesas e internacionales.